# Šebetov
Šebetov település Csehországban, a Blanskói járásban. Šebetov Světlá, Cetkovice, Vanovice, Horní Štěpánov, Knínice u Boskovic és Kořenec településekkel határos. Lakosainak száma 834 fő (2024. január 1.).

## Népesség
A település lakosságának változását az alábbi diagram mutatja:
| Lakosok száma | 678  | 694  | 743  | 787  | 896  | 878  | 864  | 862  | 856  | 834  |
|               | 1869 | 1900 | 1921 | 1961 | 1980 | 2011 | 2016 | 2019 | 2021 | 2024 |